# Charles Plisnier
Charles Plisnier (1896 - 1952) fue un escritor belga de Valonia. Fue un comunista en su juventud y perteneció brevemente al movimiento trotskista a finales de los años veinte.
Después desconoció el comunismo, se convirtió en católico, pero siguió siendo un marxista. Se volvió hacia la literatura, escribiendo sagas familiares contra la sociedad burguesa. Mariages (1936; Nada por lo que arriesgarse) trata de las limitaciones de convenciones sociales; los Meurtres en cinco volúmenes (1939–41; Asesinatos) se centra en un héroe trágico idealista, Noël Annequin, en su lucha contra la hipocresía. En 1937, ganó el Premio Goncourt por su novela Mariages y Faux Passeports (relatos donde denunciaba el estalinismo en el mismo espíritu que Arthur Koestler lo hizo años después), el primer extranjero que recibió este honor. También fue activista del movimiento valón y al final del Congreso Nacional Valón hubo un aplauso tras su discurso, con la asamblea cantando la Marsellesa.